# Valentin Ioviță
Valentin Ioviță (Galati, 23 de enero de 1984-4 de agosto de 2024) fue un futbolista rumano que jugó en la posición de centrocampista.

## Equipos
| Periodo   | Club                            |
| --------- | ------------------------------- |
| 2001-2002 | FC Gloria Buzău                 |
| 2002-2004 | FC Sportul Studențesc București |
| 2004–2006 | FCM Dunărea Galați              |
| 2006–2008 | FC Gloria Buzău                 |
| 2008–2009 | Oțelul Galați                   |
| 2009–2010 | FCM Dunărea Galați              |
| 2010–2011 | CF Brăila                       |

## Logros
- Liga II (1): 2003/04